# Попов-Шаман, Александр Иванович
Александр Иванович Попов-Шаман (настоящая фамилия Попов, 20.6.1903, Воронеж — 29.3.1969, Москва) — советский архитектор и художник, член Союза архитекторов СССР (1935). Участник Великой Отечественной войны. Член ВКП(б) с 1940 года

## Биография
Окончил Ленинградский высший художественно-технический институт  (1929).
Работал архитектором строительного отдела Воронежского горсовета (1929—1930), занимал должность старшего архитектора «Облпроект-плангора» (1931—1933), архитектора треста «Комжилстрой» (1937—1938). Начальник комплекса большого зала и высотной части (1938—1941), проектной мастерской (1945—1950) Управления строительства Дворца Советов.
С началом Великой Отечественной войны вступил в Московское народное ополчение, на фронте занимался маскировкой огневых позиций
Главный архитектор Ашхабада (1950—1954), московских институтов «Гипроречтранс» (1954—1956), «ГипроНИИ» АН СССР (1956—1962), главный специалист отдела планировки и застройки городов Госстроя СССР (1962—1963), старший эксперт Государственного комитета по гражданскому строительству и архитектуре (с 1963).
Член правления (1941—1950), руководитель секции теории и критики Московского отдела Союза архитекторов (1946—1950), председатель правления Союза архитекторов Туркменской ССР (1951—1954).

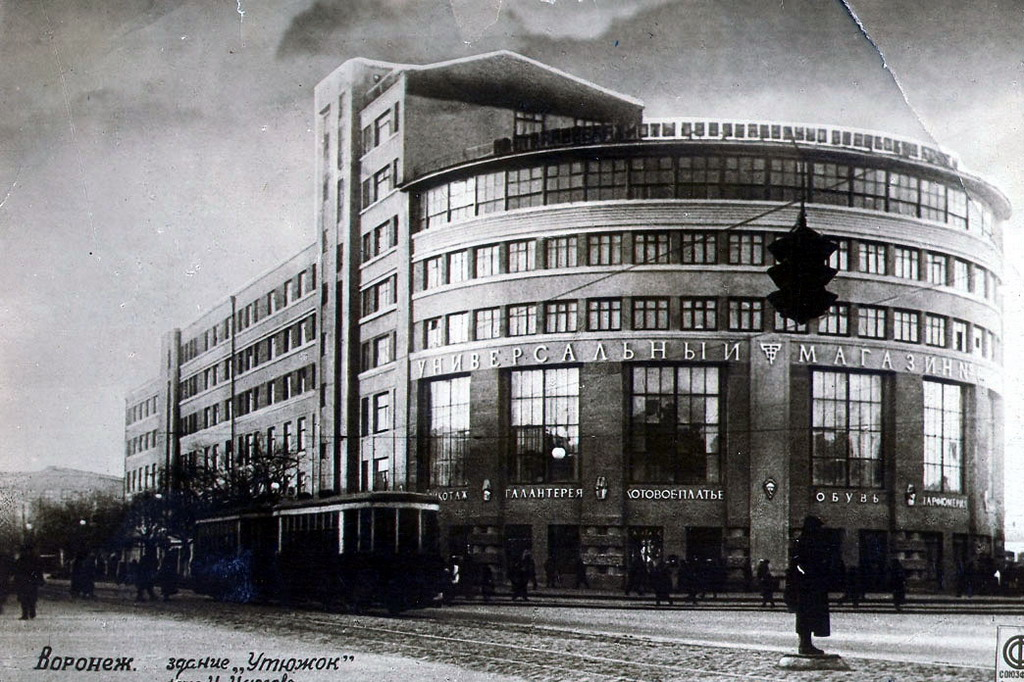
Дом торговых организаций «Утюжок».

Спроектировал более 30 объектов в Воронеже, в том числе сквер с Памятником жертвам белого террора (1929), Дом госучреждений («Утюжок», 1931), летний театр в Первомайском саду (1931), школу (1932) и пожарное депо (1934) по ул. Ленина, здание областного комитета партии (1937). Как эксперт привлекался к оценке конкурсного эскизного проекта планировки и застройки Воронежа, разработанного институтом «Воронежгражданпроект» (1966). Руководил проектированием академических научных центров в Пущино Московской области и в Новосибирске. Принимал участие в проектировании главного здания МГУ.
В Воронежском областном краеведческом музее имеется личный фонд Попова-Шамана (№ 5993)

## Галерея

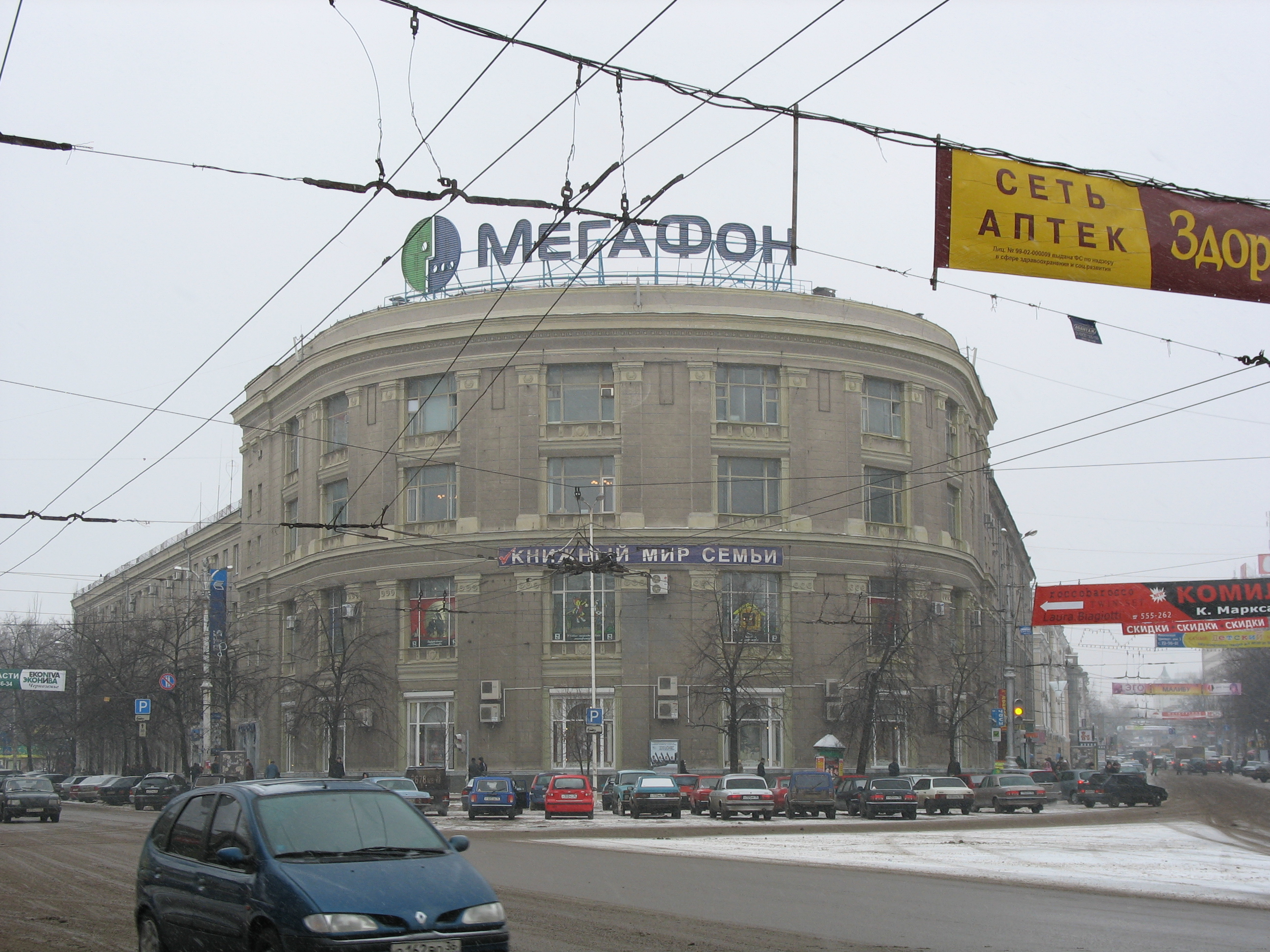
«Утюжок»
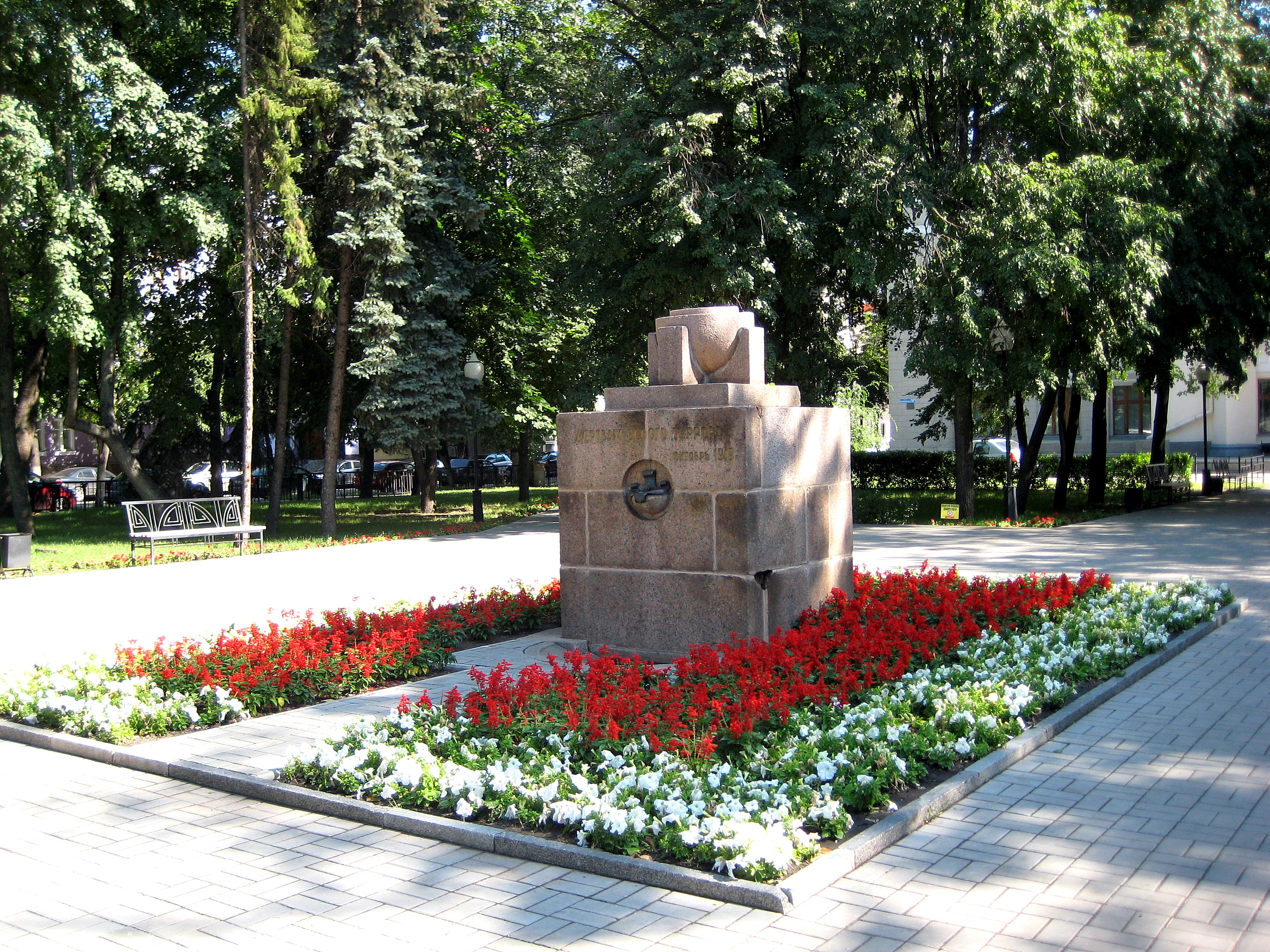
Памятник жертвам белого террора